# If (rivista)

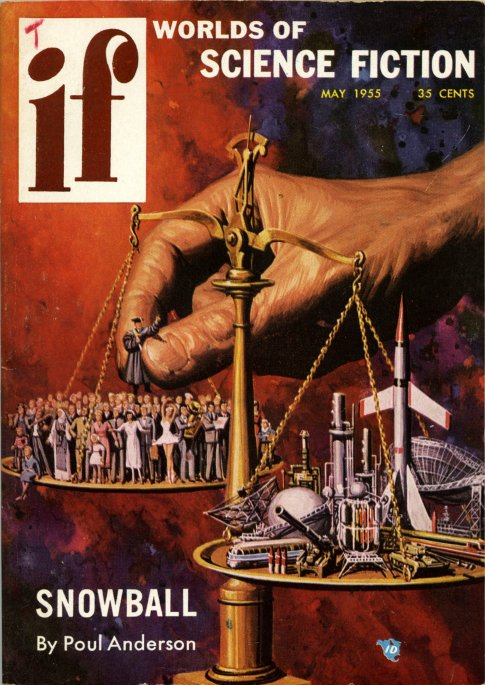
Copertina del numero di maggio 1955. Illustrazione di Kenneth Fagg, intitolata Technocracy Versus the Humanities.

If è stata una rivista statunitense di fantascienza lanciata nel marzo 1952 dall'editrice Quinn Publications, di proprietà di James L. Quinn. Il periodico riportava inizialmente come sottotitolo Worlds of Science Fiction, che nel novembre 1961 fu modificato nel fronte di copertina (ma non nel dorso) in Worlds of If Science Fiction, motivo per cui la rivista è a volte citata col nome Worlds of If.
La rivista godette di un moderato successo, benché non fosse mai considerata una delle più importanti nel panorama editoriale fantascientifico. Raggiunse il culmine del suo successo durante la direzione di Frederik Pohl, vincendo il premio Hugo per la migliore rivista professionale per tre anni di seguito dal 1966 al 1968. If nei suoi 22 anni di vita pubblicò numerose storie vincitrici di premi, tra cui il romanzo La Luna è una severa maestra di Robert A. Heinlein e il racconto di Harlan Ellison Non ho bocca, e devo urlare (I Have No Mouth and I Must Scream). Numerosi scrittori ben noti vendettero le loro prime storie a If; quello di maggiore successo fu Larry Niven, il cui racconto The Coldest Place apparve nel numero del dicembre 1964.
If venne incorporata nella rivista Galaxy Science Fiction dopo l'uscita di dicembre 1974, il suo 175º numero dalla nascita.

## Storia editoriale
Benché la fantascienza fosse stata pubblicata prima degli anni venti, essa non cominciò a fondersi in un genere commercializzato separatamente fino alla comparsa nel 1926 di Amazing Stories, una rivista pulp pubblicata da Hugo Gernsback. Per la fine degli anni trenta, il settore stava vedendo il suo primo boom, ma la seconda guerra mondiale e le carenze di carta che l'accompagnarono condussero alla scomparsa di diverse testate. Per la fine degli anni quaranta il mercato iniziò nuovamente a recuperare: da un minimo di otto riviste attive nel 1946, il settore si espanse a venti nel 1950 e altre 22 iniziarono le loro pubblicazioni entro il 1954. If venne lanciata nel mezzo di questa seconda esplosione di pubblicazioni.

### Origini e anni cinquanta

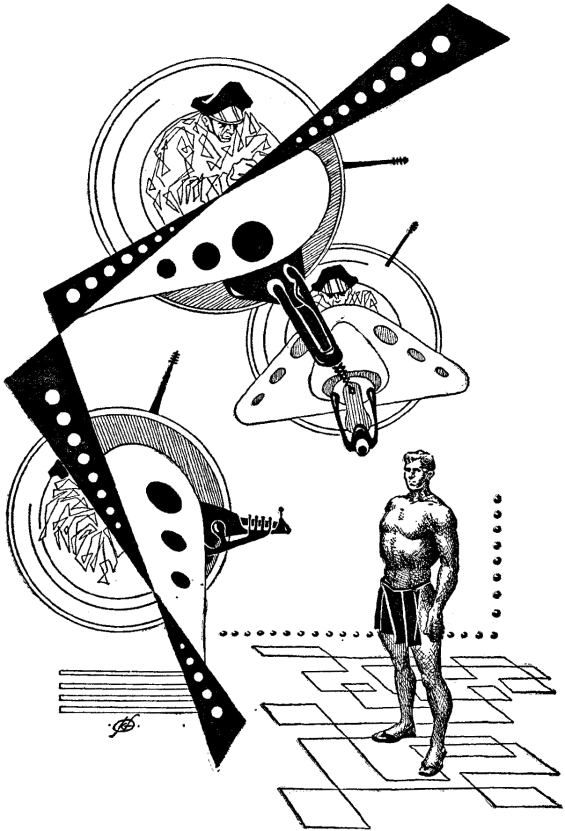
Illustrazione di Frank Kelly Freas per il racconto Non saremo noi (The Golden Man) di Philip K. Dick, If: Worlds of Science Fiction, aprile 1954, pag. 4.

Le origini di If possono essere fatte risalire al 1948 e 1949, quando Raymond Palmer fondò due periodici mentre lavorava alla Ziff-Davis a Chicago: Fate e Other Worlds. Fate pubblicava articoli sull'occulto ed eventi sovrannaturali, mentre Other Worlds era una rivista di fantascienza. Le due riscuotevano abbastanza successo da attirare l'attenzione di James L. Quinn, un editore di New York. Quando Ziff-Davis si trasferì a New York City alla fine del 1950, Paul W. Fairman, uno scrittore prolifico, andò con loro e fu presto in contatto con Quinn, che decise di fondare un paio di riviste modellate su quelle di Palmer. Una era un periodico di saggistica intitolato Strange; l'altra era If.

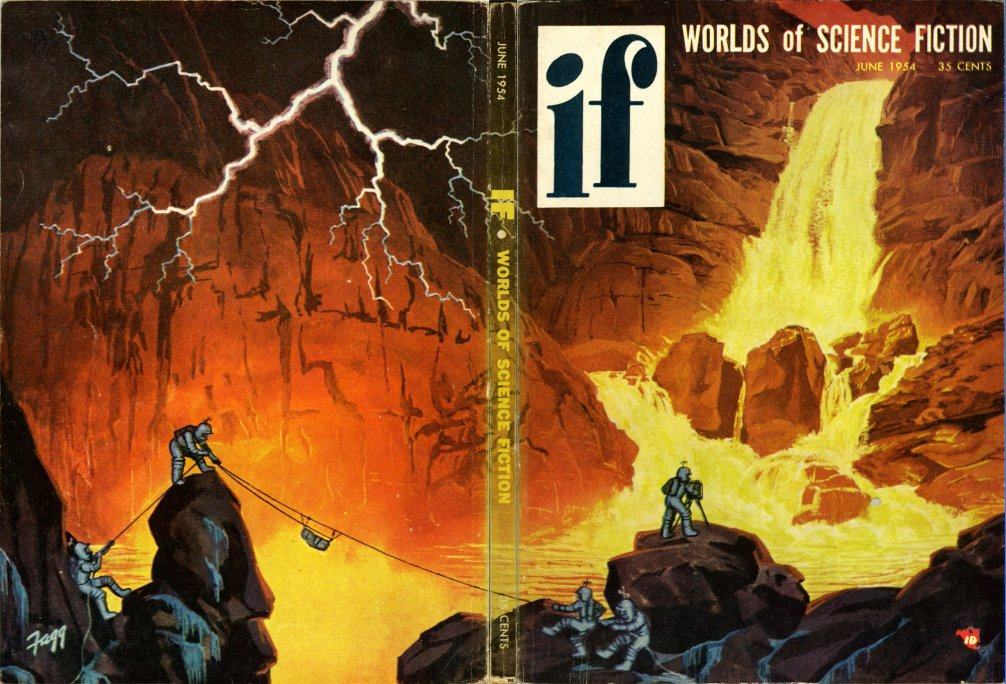
Il numero di giugno 1954 di If, con una sovracopertina di Ken Fagg, intitolata "Cascate di lava su Mercurio" ("Lava Falls on Mercury").

Il primo numero di If era datato marzo 1952, con Fairman come curatore; conteneva storie di Richard S. Shaver, Raymond Palmer e Howard Browne, che erano stati tutti scrittori regolari per i periodici della Ziff-Davis. All'epoca in cui il terzo numero raggiungeva le edicole, si resero disponibili i deludenti dati delle vendite del primo numero e Quinn decise di licenziare Fairman. Quinn persistette facendo egli stesso da curatore: il suo primo numero era datato al luglio 1952 e continuò a figurare come curatore nel colophon per alcuni anni. Quinn assunse Ed Valigursky come direttore artistico, il quale progettò copertine sorprendenti, tra cui alcune sovracopertine illustrate: una caratteristica insolita, che contribuì a migliorare le vendite. Quinn iniziò a cercare un curatore di rimpiazzo: lo scrittore Lester del Rey rifiutò l'incarico (una decisione che in seguitò dichiarò di avere rimpianto), ma Quinn fu in grado d'ingaggiare Larry T. Shaw, un attivo appassionato di fantascienza che aveva venduto qualche racconto. Shaw si inserì nel maggio 1953 come curatore associato e presto iniziò a scrivere editoriali (a partire dal numero di settembre 1953) e assistere nella selezione dei racconti. La qualità della rivista migliorò rapidamente e ben presto Quinn si sentì in grado di passare a una cadenza mensile, invece che bimestrale. Shaw tuttavia rimase solo per un anno, dopo di che Quinn riassunse la completa responsabilità editoriale.
Alla fine del 1953, Quinn decise di promuovere un concorso per narrativa breve per nuovi scrittori. Il concorso era aperto a studenti del college che in precedenza non avevano mai venduto una storia. Il primo premio era di 1000 $, il secondo di 500 e vi erano altri quattro premi minori di 100 $ ciascuno. Giunsero contributi da scrittori che sarebbero divenuti in seguito famosi, tra i quali Harlan Ellison, Roger Zelazny e Andrew J. Offutt, il cui racconto And Gone Tomorrow, incentrato su di un uomo spedito inaspettatamente mille anni nel futuro, vinse il primo premio e fu pubblicato nel numero di dicembre 1954 di If. L'unico altro dei sette vincitori annunciati che fece carriera come scrittore di fantascienza fu Leo P. Kelley. Quinn decise di portare If a una cadenza mensile col numero di marzo 1954, forse perché il concorso aveva aumentato il numero di lettori. Tornò a una cadenza bimestrale col numero di giugno 1956, quando le vendite diminuirono nuovamente.
Nel 1957 l'American News Company, di gran lunga la maggiore distributrice di periodici, fu liquidata. Praticamente tutte le riviste di fantascienza dovettero trovarsi un nuovo distributore; le aziende indipendenti più piccole rimaste sul mercato spesso richiedevano una pubblicazione mensile e un formato più grande dalle riviste che avevano in carico. Numerose riviste non possedevano i ricavi pubblicitari necessari a sostenere questi cambiamenti e nel giro di due o tre anni molte di esse scomparvero: il numero di riviste di fantascienza che venivano pubblicate calò da un massimo di 46 nel 1953 a meno di una dozzina per la fine del decennio. Per un po' fu difficile trovare If nelle edicole, ma la rivista riuscì a sopravvivere. Quinn provò ad adottare il formato slick (usando carta patinata, diversa alla carta più economica usata per i pulp e i periodici) per una rivista sorella, Space Age, che egli aveva lanciato nel novembre 1958; l'esperimento tuttavia non riscosse successo. Nel tentativo di migliorare la diffusione di If, Quinn assunse lo scrittore Damon Knight, a partire dal numero di ottobre 1958. La diffusione non aumentò, benché ciò fosse almeno in parte dovuto ai problemi della distribuzione, e Quinn agli inizi del 1959 decise di vendere la rivista. Il terzo e ultimo numero di Knight fu datato febbraio 1959.

### Primi anni sessanta

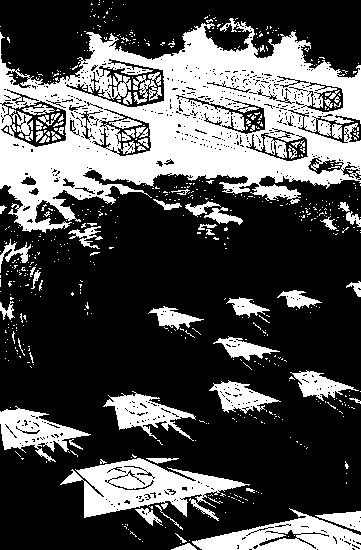
Una illustrazione per Masters of Space di E. E. Smith ed E. Everett Evans per il numero di novembre 1961.

Il nuovo possessore di If era Robert Guinn, della Galaxy Publishing. Il brusco cambiamento di proprietà portò a un ritardo nelle pubblicazioni e il primo numero con il nuovo editore non apparve fino al luglio 1959. Il curatore era H. L. Gold, che dirigeva anche Galaxy Science Fiction; Galaxy era passata da una cadenza mensile a uscite bimensili all'inizio del 1959, così If e Galaxy apparvero a mesi alterni per i pochi anni successivi. In un articolo retrospettivo del 1975, Gold commentò che la sua politica con If era di sperimentare, usando nuovi scrittori che non avevano ancora una carriera stabile. Nel giudizio dello storico della fantascienza Mike Ashley, l'effetto fu che If divenne la peggiore delle due riviste, stampando racconti che erano di qualità inferiore di quelli che Gold selezionava per Galaxy.

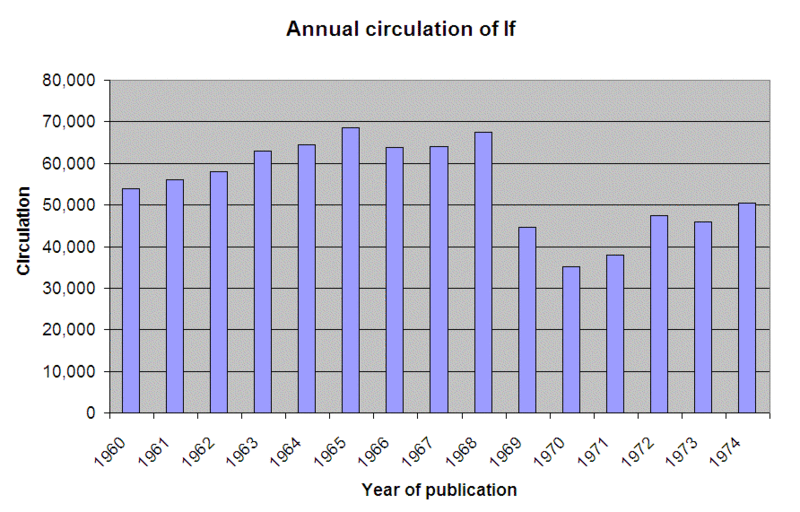
Distribuzione annuale di If dal 1960 al 1974.

Frederik Pohl subentrò alla direzione sia di If sia di Galaxy nel 1961. Gold aveva subìto un incidente automobilistico con conseguenze sufficientemente gravi da impedirgli di continuare a fare il curatore. Pohl, che aveva aiutato a intermittenza Gold nelle incombenze editoriali per qualche tempo prima dell'incidente, è prima citato come curatore di If nel colophon del numero di novembre 1961, e poi come editor di Galaxy nel numero di dicembre 1961, ma aveva fatto le funzioni di curatore di entrambe le riviste per almeno sei mesi prima della fine dell'anno. Pohl pagava un centesimno per parola le storie che comprava per If, mentre Galaxy pagava tre volte tanto e, come Gold, vedeva Galaxy come la rivista leader delle due, mentre If era qualcosa a cui poteva lavorare con nuovi scrittori, e provare esperimenti e capricci. Questo portò a un punto delle vendite in cui la lettera di un lettore, Clayton Hamlin, spinse Pohl a dichiarare che egli avrebbe pubblicato un nuovo scrittore in ogni singolo numero della rivista, benché fosse in grado di attirare anche scrittori ben noti. Quando Pohl iniziò la sua esperienza come redattore, entrambe le riviste operavano in perdita; nonostante il budget inferiore di If, Pohl lo trovava più piacevole da curare, commentando che in apparenza i lettori pensavano la stessa cosa: fu capace di far produrre un profitto a If prima di Galaxy, aggiungendo "Ciò che mi divertiva sembrava divertirli" ("What was fun for me seemed to be fun for them").
Nell'aprile 1963 Galaxy Publishing lanciò il primo numero di Worlds of Tomorrow, un altro periodico di fantascienza, anch'esso curato Pohl. La rivista pubblicava del materiale apprezzato ed era in attivo, ma Guinn, l'editore e proprietario, decise nel 1967 che sarebbe stato meglio far tornare Galaxy a una cadenza mensile; sia Worlds of Tomorrow sia Galaxy erano bimestrali all'epoca, mentre If era mensile. Col numero di agosto 1967 Worlds of Tomorrow venne incorporato con If, benché dovesse trascorrere un altro anno prima che Galaxy passasse davvero a una cadenza mensile. Per quell'epoca If era ridiventato nuovamente mensile, a partire dal numero di luglio 1964 (anche se il programma ebbe un inconveniente iniziale, facendo saltare il numero di settembre 1964).
La distribuzione salì da 64 000 copie nel 1965 a 67.000 nel 1967; questo pur modesto incremento del 5%, per quanto riguarda le altre riviste di fantascienza, fu superato solo da quello di Analog. In questo stesso periodo If vinse il premio Hugo per la migliore rivista professionale di fantascienza per tre anni di seguito. Nonostante ciò, nel marzo del 1969 Robert Guinn vendette tutte le sue quattro riviste, comprese Galaxy e If, ad Arnold Abramson della Universal Publishing and Distribution Corporation (UPD). Pohl era a Rio de Janeiro quando apprese la notizia, decidendo di dimettersi da curatore piuttosto di proseguire sotto la nuova gestione. Stava considerando già da qualche tempo il suo ritorno alla carriera di scrittore e il cambio di proprietà precipitò la sua decisione di licenziarsi.

### Declino e fusione conGalaxy
Il nuovo curatore era Ejler Jakobsson, benché Pohl continuasse a essere indicato come curatore emerito nel colophon fino al numero di luglio–agosto 1970. La maggior parte del lavoro redazionale era svolto allora da Judy-Lynn Benjamin, che era stata assunta da Pohl nel 1969 come assistente editoriale. Il nuovo regime non riuscì a impressionare i lettori e la diffusione precipitò da oltre 67 000 copie per l'anno concluso a ottobre 1968 a meno di 45 000 copie l'anno successivo, una perdita di oltre il 30%. If divenne bimestrale nel maggio 1970, dato che Abramson tentò di destreggiarsi con la frequenza di pubblicazione di alcune delle sue testate per massimizzare i profitti; il numero di pagine e il prezzo vennero a loro volta ritoccati più volte l'anno successivo, riportando in attivo la rivista. Abramson iniziò inoltre una distribuzione britannica di If, ristampata con una copertina separata, prezzata in valuta britannica. I grafici della diffusione del tempo mostrano un incremento di circa 6 000 copie, ma non è chiaro se ciò comprenda le vendite nel Regno Unito.
Nel maggio 1973 Judy-Lynn Benjamin (Judy-Lynn del Rey dal suo matrimonio nel 1971 con Lester del Rey) si licenziò. Fu per breve tempo sostituita con Albert Dytch, ma nel giro di quattro mesi anche Dytch se ne andò e, nell'agosto 1973, James Baen fu assunto dalla UPD. Divenne curatore gestionale di If con effetto a partire dal numero di gennaio 1974 e curatore a pieno titolo il numero dopo; Jakobsson venne indicato come "editor emeritus" fino all'agosto 1974. Baen, tuttavia, ebbe scarse opportunità di lavorare per If, dato che i problemi finanziari alla UPD, combinati con il crescente costo della carta (una conseguenza dell'aumento del prezzo del petrolio), condussero alla decisione di fondere If con Galaxy. Malgrado il fatto che nel 1974 le vendite di If avessero superato quelle di Galaxy per la prima volta, fu la testata di Galaxy a essere mantenuta e If venne incorporata in essa a partire dal numero di gennaio 1975.
Nel 1986 fu condotto un tentativo di resuscitare If come rivista semiprofessionale. L'unico numero, datato settembre–ottobre 1986, venne curato da Clifford Hong.
Furono pubblicate otto antologie di storie selezionate da If. Due di esse furono curate da Quinn: The First World of If (1957) e The Second World of If (1958); quattro da Pohl: The Best Science Fiction from If (1964), The If Reader of Science Fiction (1966), The Second If Reader of Science Fiction (1968), e Worlds of If (1986); e due da Jakobsson, entrambe col nome "I curatori di If": The Best from If (1973) e The Best from If Vol II (1974).

## Contenuti e accoglienza
| gen | feb  | mar  | apr  | mag  | giu  | lug  | ago | set | ott | nov | dic |
| --- | ---- | ---- | ---- | ---- | ---- | ---- | --- | --- | --- | --- | --- |
| 1952 | 1/1  | 1/2  | 1/3  | 1/4  | 1/5  |      |     |     |     |     |     |
| 1953 | 1/6  | 2/1  | 2/2  | 2/3  | 2/4  | 2/5  |     |     |     |     |     |
| 1954 | 2/6  | 3/1  | 3/2  | 3/3  | 3/4  | 3/5  | 3/6 | 4/1 | 4/2 | 4/3 | 4/4 |
| 1955 | 4/5  | 4/6  | 5/1  | 5/2  | 5/3  | 5/4  | 5/5 | 5/6 | 6/1 |     |     |
| 1956 | 6/2  | 6/3  | 6/4  | 6/5  | 6/6  | 7/1  |     |     |     |     |     |
| 1957 | 7/2  | 7/3  | 7/4  | 7/5  | 7/6  | 8/1  |     |     |     |     |     |
| 1958 | 8/2  | 8/3  | 8/4  | 8/5  | 8/6  | 9/1  |     |     |     |     |     |
| 1959 | 9/2  | 8/6  | 9/4  | 9/5  |      |      |     |     |     |     |     |
| 1960 | 9/6  | 10/1 | 10/2 | 10/3 | 10/4 | 10/5 |     |     |     |     |     |
| 1961 | 10/6 | 11/1 | 11/2 | 11/3 | 11/4 | 11/5 |     |     |     |     |     |

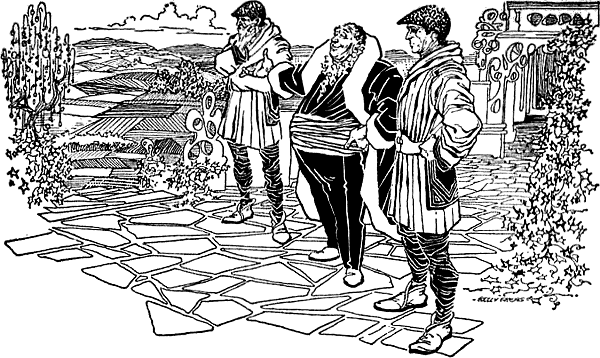
Illustrazione di Frank Kelly Freas per il frontespizio del racconto di Charles Louis Fontenay Disqualified, settembre 1954.

| Uscite di If dal 1952 al 1961, con elencato il volume/numero. I curatori furono Paul W. Fairman (in giallo), James L. Quinn (azzurro), Larry T. Shaw (rosa), ancora Quinn (azzurro), Damon Knight (grigio) e H.L. Gold (verde). |      |      |      |      |      |      |     |     |     |     |     |

Il primo numero di If, datato marzo 1952, fu messo in vendita il 7 gennaio di quell'anno. La storia principale era Twelve Times Zero di Howard Browne, un giallo poliziesco con una soluzione fantascientifica; altri racconti erano di Ray Palmer, Richard Shaver e Rog Phillips, tutti scrittori associati ai periodici pubblicati dalla Ziff-Davis. Browne era un curatore di Amazing Science Fiction, una rivista leader all'epoca, e aveva introdotto Fairman nel settore alla fine degli anni quaranta. Fairman era familiare alla scuderia di scrittori della Ziff-Davis e la sua preferenza per essi era un riflesso della sua esperienza, benché ciò non fosse necessariamente un vantaggio per la rivista: si riferì all'acquisizione della storia di Browne come "lo scoop del secolo" e parlò in termini entusiastici di lui in una nota introduttiva, nonostante il fatto che Browne avesse fama di detestare la fantascienza. In aggiunta alla narrativa e all'editoriale di Fairman, c'era una rubrica delle lettere, un profilo di Wilson Tucker, una selezione di notizie scientifiche, un editoriale ospite di Ken Slater, un fan britannico ben noto, e una recensione positiva della serie tv antologica Tales of Tomorrow.
Dopo che Quinn aveva licenziato Fairman e assunto Larry Shaw, la rivista migliorò sensibilmente, pubblicando numerose storie di buon gradimento, tra le quali Guerra al grande nulla (A Case of Conscience) di James Blish nel settembre 1953, in seguito espanso nell'omonimo romanzo vincitore del premio Hugo, su un sacerdote gesuita su un pianeta di alieni privi di una religione ma che sembrano privi di peccato. Le riviste dominanti di fantascienza degli anni cinquanta erano Astounding, Galaxy e Fantasy and Science Fiction, ma If le seguiva in termini di qualità: lo storico della fantascienza Frank M. Robinson, ad esempio, descrisse If come "la più importante delle minori" ("most major of the minors"). Tra gli scrittori ben noti che vennero pubblicato su If negli anni cinquanta vi furono Harlan Ellison e Arthur C. Clarke: l'originale racconto che diede origine al romanzo di Clarke Voci di terra lontana (The Songs of Distant Earth) apparve nel giugno 1958. Il racconto di Isaac Asimov largamente ristampato Nove volte sette (The Feeling of Power) apparve nel febbraio 1958.
| gen | feb  | mar   | apr   | mag   | giu  | lug  | ago  | set  | ott  | nov   | dic   |       |
| --- | ---- | ----- | ----- | ----- | ---- | ---- | ---- | ---- | ---- | ----- | ----- | ----- |
| 1962 | 11/6 | 12/1  | 12/2  | 12/3  | 12/4 | 12/5 |      |      |      |       |       |       |
| 1963 | 12/6 | 13/1  | 13/2  | 13/3  | 13/4 | 13/5 |      |      |      |       |       |       |
| 1964 | 13/6 | 14/1  | 14/2  | 14/3  | 14/4 | 14/5 | 14/6 | 14/7 |      |       |       |       |
| 1965 | 15/1 | 15/2  | 15/3  | 15/4  | 15/5 | 15/6 | 15/7 | 15/8 | 15/9 | 15/10 | 15/11 | 15/12 |
| 1966 | 16/1 | 16/2  | 16/3  | 16/4  | 16/5 | 16/6 | 16/7 | 16/8 | 16/9 | 16/10 | 16/11 | 16/12 |
| 1967 | 17/1 | 17/2  | 17/3  | 17/4  | 17/5 | 17/6 | 17/7 | 17/8 | 17/9 | 17/10 | 17/11 | 17/12 |
| 1968 | 18/1 | 18/2  | 18/3  | 18/4  | 18/5 | 18/6 | 18/7 | 18/8 | 18/9 | 18/10 | 18/11 | 18/12 |
| 1969 | 19/1 | 19/2  | 19/3  | 19/4  | 19/5 | 19/6 | 19/7 | 19/8 | 19/9 | 19/10 |       |       |
| 1970 | 20/1 | 20/2  | 20/3  | 20/4  | 20/5 | 20/6 | 20/7 | 20/8 |      |       |       |       |
| 1971 | 20/9 | 20/10 | 20/11 | 20/12 | 21/1 | 21/2 |      |      |      |       |       |       |
| 1972 | 21/3 | 21/4  | 21/5  | 21/6  | 21/7 | 21/8 |      |      |      |       |       |       |
| 1973 | 21/9 | 21/10 | 21/11 | 21/12 | 22/1 | 22/2 |      |      |      |       |       |       |
| 1974 | 22/3 | 22/4  | 22/5  | 22/6  | 22/7 | 22/8 |      |      |      |       |       |       |
| Uscite di If dal 1962 al 1974, con indicato il volume/numero. I curatori furono Frederik Pohl (in arancione), Ejler Jakobsson (rosa) e James L. Baen (grigio). |      |       |       |       |      |      |      |      |      |       |       |       |

Il periodo sotto la direzione di Pohl è considerato il periodo di massimo splendore della rivista; i tre consecutivi premi Hugo vinti dal 1966 al 1968 interruppero un lungo periodo in cui il premio era stato monopolizzato da Analog (il nome preso da Astounding nel 1960) e Fantasy and Science Fiction. Frank Robinson commentò che «Pohl era l'unico che rimase sorpreso quando vinse tre Hugo di fila per la curatela di If. Si era divertito, e il divertimento si vedeva». Stella di neutroni (Neutron Star) di Niven apparve nel 1967 e Non ho bocca, e devo urlare (I Have No Mouth and I Must Scream) di Harlan Ellison fu pubblicato nel 1968; entrambi vinsero il premio Hugo per il miglior racconto breve. Pohl riuscì anche a ottenere un nuovo romanzo del ciclo dell'Allodola dello spazio (Skylark) da E. E. Smith, L'Allodola DuQuesne (Skylark DuQuesne); la serie, iniziata negli anni venti, era ancora popolare tra i lettori. Pohl acquistò anche il racconto lungo I sacrificabili (The Expendables) di A. E. van Vogt; era la prima storia venduta da van Vogt in 14 anni e attrasse alla rivista i lettori di lungo corso. Un altro colpo grosso fu la pubblicazione a puntate di tre romanzi di Robert A. Heinlein, tra cui il premiato La Luna è una severa maestra (The Moon Is a Harsh Mistress), edito in cinque parti dal dicembre 1965 all'aprile 1966.
La politica di Pohl di pubblicare la storia di un nuovo autore in ogni numero portò a una serie chiamata "If-firsts" ("i debutti di If"); il primo, Once Around Arcturus di Joseph L. Green, sul corteggiamento tra un uomo e una donna di pianeti diversi, apparve nel numero di settembre 1962. Molti degli scrittori dei "debutti su If", pubblicati dal 1962 al 1965, diventarono famosi, tra i quali Alexei Panshin; il più importante fu Larry Niven, il cui primo racconto, The Coldest Place, fu pubblicato nel dicembre 1964. Niven osservò in seguito che la storia era presto superata; la trama è basata sulla scoperta che il lato oscuro di Mercurio era il posto più freddo dell'universo, ma le sonde spaziali avevano scoperto di recente che Mercurio effettivamente ruotava in modo asincrono. Gardner Dozois vendette per la prima volta un racconto su If, con The Empty Man, su un uomo posseduto da un alieno, nel settembre 1966, e Mountains Like Mice di Gene Wolfe, su un gruppo di coloni abbandonati su Marte, fu pubblicato nel maggio 1966. Tecnicamente non si trattava della prima storia venduta da Wolfe, dal momento che aveva già pubblicato The Dead Man su Sir! nell'ottobre 1965, ma Mountains Like Mice era stato scritto prima.
Le copertine di If nel corso degli anni sessanta erano tipicamente orientate all'azione, rappresentando mostri e alieni; e molte delle storie che Pohl pubblicava erano dirette a un pubblico giovanile. Ad esempio Welcome to Mars di Blish, pubblicato a puntate col titolo The Hour Before Earthrise da luglio a settembre 1966, narrava di un genio adolescente il cui congegno antigravità blocca lui e la sua fidanzata su Marte. Ashley ha suggerito che If stesse tentando di acquisire lettori dal nuovo crescente bacino dei fan della fantascienza che venivano introdotti al genere attraverso la televisione, in particolare attraverso serie popolari negli anni sessanta quali Doctor Who e Star Trek. If inoltre conduceva una rubrica amichevole di lettere dei lettori, con discussioni più orientate ai fan rispetto alle altre riviste, e tra il 1966 e il 1968 una rubrica di Lin Carter introduceva i lettori a vari aspetti del fandom fantascientifico. Queste caratteristiche è probabile che facessero appello anche a un pubblico più giovane.

## Dettagli bibliografici

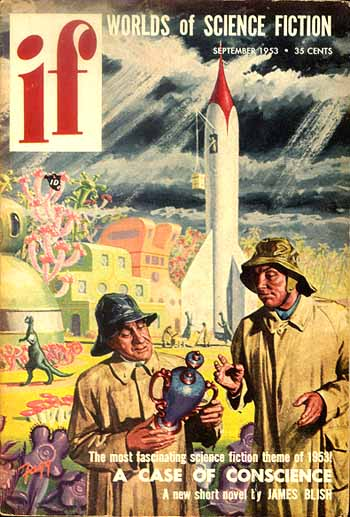
Copertina di If del settembre 1953, con la prima parte del romanzo di James Blish Guerra al grande nulla (A Case of Conscience).

If fu per tutta la sua esistenza una rivista in formato digest. Iniziò con 164 pagine e fu solo col quinto numero, del novembre 1952, che scese a 124 pagine. Il numero di pagine aumentò nuovamente a 134 col numero di luglio 1959 e a 164 pagine con il numero di settembre 1965; rimase a quella lunghezza fino al numero di settembre–ottobre 1970. Il numero di pagine fu poi aumentato a 180 con il numero di giugno 1971 e a 164 per l'ultimissimo numero, quello di dicembre 1974.
Il prezzo iniziale di copertina era di 35 centesimi di dollaro e salì a 40 centesimi con il numero di marzo 1963, a 50 centesimi a dicembre 1964, a 60 ad agosto 1967 e infine a 75 centesimi con il numero di settembre–ottobre 1970. Con il numero di aprile 1972, la UPD iniziò a usare il cartoncino per le copertine invece della carta, continuando sino alla cessazione delle pubblicazioni della rivista.
La rivista fu bimestrale fino al numero di marzo 1954; dal successivo aprile 1954 fu inaugurato un periodo a cadenza mensile che giunse fino al giugno 1955. Questo fu seguito fino all'agosto 1955, riassumendo una cadenza bimestrale che arrivò fino a luglio 1964, con un'unica irregolarità, quando il numero di febbraio 1959 fu seguito da quello di luglio 1959. Dopo luglio 1964, If tenne una cadenza mensile fino ad aprile 1970, con tre omissioni: non vi furono numeri datati settembre 1964, giugno 1969 o agosto 1969. Da maggio–giugno 1970 le uscite divennero bimestrali e riportarono il nome di due mesi. Questa cadenza bimestrale andò fino all'ultimo numero alla fine del 1974. La date che la rivista stampava sulla copertina ritornarono a un singolo mese con il numero di giugno 1971, anche se la pagina del sommario utilizzava ancora due mesi per identificare il numero. La numerazione per volume iniziò con sei numeri per volume: vi furono tre errori nel sommario della rivista, con il volume 8 numero 1 riportato in modo errato come volume 7 numero 6; il volume 9 numero 3 riportato come volume 8 numero 6; e il volume 10 numero 1 riportato come volume 10 numero 6. Il volume 14, iniziato con marzo 1964, andò fino alla fine dell'anno, con sette numeri; i rimanenti volumi ebbero 12 numeri ciascuno, eccetto il volume 19 che ne aveva 10 e il volume 22 che ne aveva 8.
Della rivista furono prodotte numerose edizioni britanniche. Nel 1953 e 1954 la Strato Publications ristampò 15 numeri, numerandoli dall'1 al 15; altri 18 furono ristampati tra 1959 e 1962, con la numerazione di copertina che ripartiva da capo. Tra gennaio e novembre 1967 fu lanciata dalla Gold Star Publications una nuova edizione per il Regno Unito; i numeri erano identici a quelli statunitensi datati dici mesi prima. Tra il 1972 e il 1974 furono importati 15 numeri dell'edizione dell'UPD di If, rinumerati e con un prezzo diverso per la distribuzione britannica. I numeri, inesplicabilmente, andavano da 1 a 9, e poi 11, 1, 13, 3, 4 e 5.
La successione editoriale di If fu la seguente:
- Paul W. Fairman: marzo–settembre 1952.
- James L. Quinn: novembre 1952 – agosto 1958. Da maggio 1953 a marzo 1954, Larry T. Shaw fu editor associato; scrisse editoriali per almeno tre numeri, a partire da settembre 1953, e in generale fece la maggior parte del lavoro editoriale.[15]
- Damon Knight: ottobre 1958 – febbraio 1959.
- H. L. Gold: luglio 1959 – novembre 1961.
- Frederik Pohl, gennaio 1962 – maggio 1969.
- Ejler Jakobsson: ottobre 1969 – gennaio/febbraio 1974
- Jim Baen: marzo/aprile–dicembre 1974.
- Clifford Hong: settembre/novembre 1986.

## Bibliografia

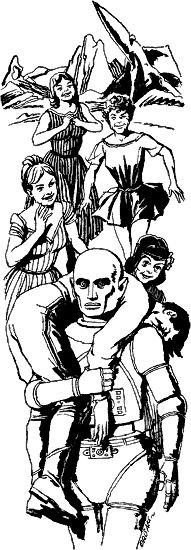
Illustrazione di Paul Orban per il racconto Service with a Smile di Charles L. Fontenay, giugno 1958.